# The Wizard (1989)
The Wizard is een film (dramedy) uit 1989. De film gaat over drie kinderen die naar Californië reizen om daar mee te doen aan een computerspeltoernooi. The Wizard is berucht door zijn talloze referenties aan videospellen en Nintendo-accessoires. Vooral over het onbedoeld ironische zinnetje "I love the Power Glove. It's so bad" wordt nog vaak gegrapt. Ook staat de film bekend als introductie voor een van de bestverkochte computerspellen aller tijden, Super Mario Bros. 3. De film werd slecht ontvangen door critici, die het vaak een "96-minuten lange Nintendo-reclame" noemen.

## Verhaal
Jimmy Woods (Luke Edwards) is een jongeman die leed aan een ongenoemde, maar ernstige psychische aandoening, sinds zijn tweelingzus Jennifer twee jaar daarvoor verdronk in de Green River. Hij praat met niemand en spendeert zijn tijd vooral aan dingen als bouwen met blokken. Hij heeft altijd een brooddoos bij zich. Hij wil altijd al naar "California" gaan, zo'n beetje het enige woord dat hij kan zeggen sinds de tragedie. Het verdrinkingstrauma en de conditie van Jimmy hebben ervoor gezorgd dat de familie uit elkaar is gedreven; hij leeft met zijn moeder Christine Bateman en stiefvader, terwijl zijn broers Corey (Fred Savage) en Nick (Christian Slater) bij hun vader, Sam (Beau Bridges), wonen. Als Jimmy in een psychiatrische inrichting wordt geplaatst, haalt Corey hem eruit en ontsnapt met hem naar Californië. Christine en zijn echtgenoot huren Putnam (Will Seltzer) in, een hebberige en dunne premiejager, om Jimmy terug te brengen. Hij concurreert met Sam en Nick om de jongens te vinden, en beide groepen saboteren elkaars pogingen, wat resulteert in chaotische confrontaties.
Ondertussen ontmoeten Corey en Jimmy een meisje genaamd Haley Brooks (Jenny Lewis), die op weg naar Reno is. Nadat Haley erachter komt dat Jimmy erg goed is in videospellen, vertelt ze hem over "Video Armageddon", een videospeltoernooi met als prijs $ 50.000. Daarna besluit ze de jongens te helpen om in Californië te komen, om mee te doen aan het toernooi. Ze hopen zo te bewijzen dat Jimmy niet in een inrichting hoeft te worden opgenomen. Het trio lift door het land. Onderweg ontmoeten ze Lucas Barton (Jackey Vinson), een populaire gast die een Power Glove in bezit heeft en zijn vaardigheden laat zien in Rad Racer, en verklaart dat hij ook meedoet in het toernooi.
Wanneer ze eindelijk aankomen in Reno, onthult Haley dat zij ook haar deel van het prijzengeld wil, om haar vader te helpen met het kopen van een huis. Met behulp van een bekende trucker, Spanky (Frank McRae), gebruiken ze het geld dat gewonnen is met craps om Jimmy te trainen in verschillende games in de Reno Arcade. Na een lastige zoektocht, vindt Putnam het trio. Tijdens het toernooi, kwalificeert Jimmy zich als een finalist na de voorafgaande Ninja Gaiden-ronde. Tussen de rondes door, achtervolgt Putnam de kinderen door het park en zorgt er bijna voor dat Jimmy de laatste ronde mist. Jimmy, Lucas en nog een finalist strijden in de laatste ronde in Super Mario Bros. 3, die toentertijd nog niet uitgebracht was. Jimmy wint het toernooi op het nippertje na een Warp Whistle gevonden te hebben, en de Ster te hebben bemachtigd.
Op hun weg naar huis komt de familie langs de Cabazon Dinosaurs, een toeristenval. Jimmy wordt er zo opgewonden van dat ze stoppen. Hij rent uit de auto naar een van de dino's, met zijn familie in de achtervolging. In de dino pakt Jimmy een foto van Jennifer uit zijn broodtrommel, die genomen werd aan de voet van de dinosaurus met de rest van de familie tijdens een vakantie. Corey realiseert zich dat hij alleen maar zijn zus' aandenken wil achterlaten op een plaats waar ze blij zou zijn. Hij laat de broodtrommel in de dinosaurus en, op verzoek van Christine, rijdt Sam de jongens en Haley naar huis. Haley kust Jimmy en Corey, en daarna kust Jimmy Haley op haar kin.

## Rolverdeling
| Acteur           | Personage         |
| ---------------- | ----------------- |
| Fred Savage      | Corey Woods       |
| Luke Edwards     | Jimmy Woods       |
| Jenny Lewis      | Haley Brooks      |
| Beau Bridges     | Sam Woods         |
| Christian Slater | Nick Woods        |
| Will Seltzer     | Mr. Putnam        |
| Wendy Phillips   | Christine Bateman |
| Sam McMurray     | Mr. Bateman       |
| Frank McRae      | Spankey           |
| Jackey Vinson    | Lucas Barton      |
| Marisa DeSimone  | Mora Grissom      |

## Ontvangst
De film werd over het algemeen slecht ontvangen door critici, die het benoemden als een 96-minuten durende Nintendo- en Universal Studios Hollywood-reclame. Roger Ebert noemde het "een cynische exploitatiefilm met veel sluikreclame" en "erg langdradig en onhandig gefilmd". Washington Post-schrijver Rota Kempley schreef dat de film "kleverig en stervende" is. The Wizard heeft een score van 26% op Rotten Tomatoes. Alsnog heeft de film een cultstatus bereikt, en hebben acteurs Fred Savage en Luke Edwards, samen met Todd Holland op 8 februari, 2008, een reünie gehouden in het Alamo Drafthouse waarbij ze vragen beantwoordden van fans.